# Montes Claros de Goiás
Montes Claros de Goiás è un comune del Brasile nello Stato del Goiás, parte della mesoregione del Noroeste Goiano e della microregione di Aragarças.